# Fruit (The Asteroids Galaxy Tour)
Fruit is het eerste album van de Deense indiepopband The Asteroids Galaxy Tour. Nadat ze eerst enkele ep's had uitgebracht, kondigde de band hun eerste album aan. Het album, dat de titel Fruit meekreeg, verscheen enige maanden later op 21 september 2009. 

## Tracklist
1. "Lady Jesus" 3'44
2. "The Sun Ain't Shining No More" 3'38
3. "Push The Envelope" 4'02
4. "Satellite" 3'38
5. "Crazy" 3'55
6. "The Golden Age" 3'50
7. "Around The Bend" 3'48
8. "Sunshine Coolin" 3'07
9. "Hero" 4'12
10. "Bad Fever" 4'31
11. "Inner City Blues" 5'53